# Saint-Martin-sur-Cojeul
Pour les articles homonymes, voir Saint-Martin et Cojeul (homonymie).
Saint-Martin-sur-Cojeul est une commune française située dans le département du Pas-de-Calais en région Hauts-de-France. Ses habitants sont appelés les Saint-Martinois. La commune est membre de la communauté urbaine d'Arras.

## Géographie

### Localisation
Localisée dans le sud-est du département du Pas-de-Calais, Saint-Martin-sur-Cojeul est une commune rurale drainée par le Cojeul et située, à vol d'oiseau, à 8 km au sud-est de la commune d’Arras (aire d'attraction, chef-lieu d'arrondissement et préfecture du Pas-de-Calais).
Le territoire de la commune est limitrophe de ceux de cinq communes :
Les communes limitrophes sont Wancourt, Croisilles, Héninel, Hénin-sur-Cojeul et Neuville-Vitasse.

### Géologie et relief
La superficie de la commune est de 3,41 km2 ; son altitude varie de 61  à   108 mètres.

### Hydrographie
La commune, située dans le bassin Artois-Picardie, est, selon le Service d'administration nationale des données et référentiels sur l'eau (Sandre), drainée par le Cojeul, cours d'eau de 25,34 km, qui prend sa source dans la commune de Douchy-lès-Ayette et se jette dans la Sensée au niveau de la commune d'Éterpigny.

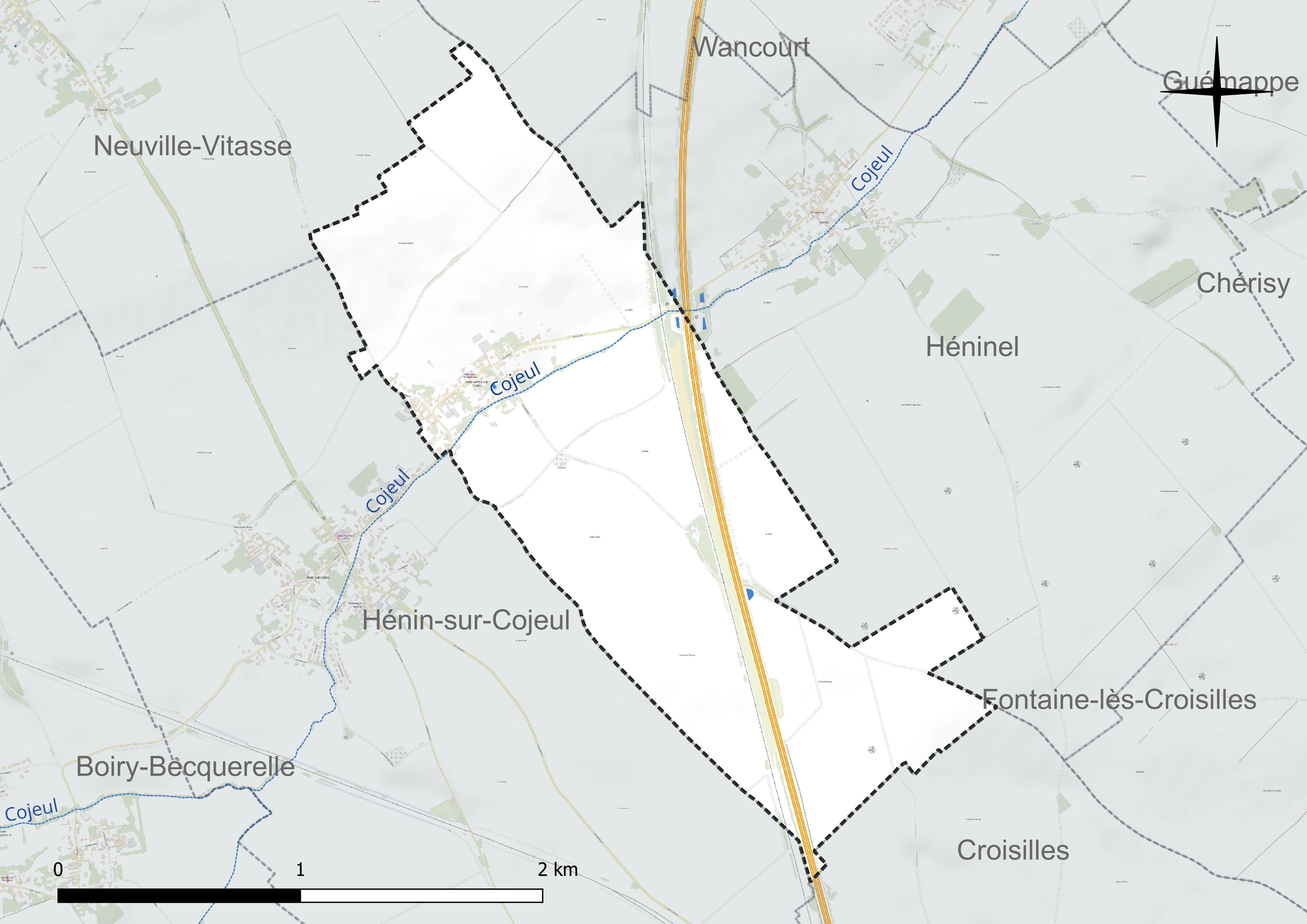
Réseau hydrographique de Saint-Martin-sur-Cojeul.

### Climat
Pour un article plus général, voir Climat du Nord-Pas-de-Calais.
En 2010, le climat de la commune est de type climat océanique dégradé des plaines du Centre et du Nord, selon une étude du Centre national de la recherche scientifique (CNRS) s'appuyant sur une série de données couvrant la période 1971-2000. En 2020, Météo-France publie une typologie des climats de la France métropolitaine dans laquelle la commune est exposée à un climat océanique et est dans la région climatique Nord-est du bassin Parisien, caractérisée par un ensoleillement médiocre, une pluviométrie moyenne régulièrement répartie au cours de l’année et un hiver froid (3 °C).
Pour la période 1971-2000, la température annuelle moyenne est de 10,6 °C, avec une amplitude thermique annuelle de 14,3 °C. Le cumul annuel moyen de précipitations est de 737 mm, avec 12 jours de précipitations en janvier et 8,8 jours en juillet. Pour la période 1991-2020, la température moyenne annuelle observée sur la station météorologique la plus proche, située sur la commune de Wancourt à 3 km à vol d'oiseau, est de 10,8 °C et le cumul annuel moyen de précipitations est de 711,4 mm,. Pour l'avenir, les paramètres climatiques de la commune estimés pour 2050 selon différents scénarios d'émission de gaz à effet de serre sont consultables sur un site dédié publié par Météo-France en novembre 2022.
| Mois                                  | jan.             | fév.             | mars          | avril         | mai             | juin           | jui.          | août          | sep.          | oct.          | nov.            | déc.             | année      |
| ------------------------------------- | ---------------- | ---------------- | ------------- | ------------- | --------------- | -------------- | ------------- | ------------- | ------------- | ------------- | --------------- | ---------------- | ---------- |
| Température minimale moyenne (°C)     | 1,3              | 1,4              | 3,4           | 5,1           | 8,4             | 11,2           | 13,1          | 13,1          | 10,7          | 7,9           | 4,4             | 1,9              | 6,8        |
| Température moyenne (°C)              | 3,8              | 4,3              | 7,2           | 10            | 13,3            | 16,2           | 18,4          | 18,4          | 15,4          | 11,5          | 7,2             | 4,3              | 10,8       |
| Température maximale moyenne (°C)     | 6,2              | 7,2              | 11            | 14,9          | 18,1            | 21,2           | 23,6          | 23,7          | 20,1          | 15,2          | 9,9             | 6,7              | 14,8       |
| Record de froid (°C) date du record   | −14,1 12.01.1987 | −13,3 07.02.1991 | −9,4 13.03.13 | −4,4 20.04.17 | −1,3 07.05.1997 | 2,3 05.06.1991 | 5,1 31.07.15  | 4,4 02.08.15  | 0,5 30.09.18  | −4 24.10.03   | −8,6 24.11.1998 | −12,8 29.12.1996 | −14,1 1987 |
| Record de chaleur (°C) date du record | 14,9 09.01.15    | 18,2 26.02.19    | 24,3 31.03.21 | 26,8 20.04.18 | 30,5 12.05.1998 | 34,4 18.06.22  | 41,7 25.07.19 | 37,6 06.08.03 | 34,6 15.09.20 | 29,3 01.10.11 | 19,9 07.11.15   | 16,1 07.12.00    | 41,7 2019  |
| Précipitations (mm)                   | 56,7             | 48,7             | 50,2          | 42,7          | 61              | 60,9           | 64,9          | 62,9          | 57,6          | 65,4          | 64              | 76,4             | 711,4      |

### Paysages
Pour un article plus général, voir Paysage en France.
La commune est située dans le paysage régional des grands plateaux artésiens et cambrésiens tel que défini dans l’atlas des paysages de la région Nord-Pas-de-Calais, conçu par la direction régionale de l'Environnement, de l'Aménagement et du Logement (DREAL),. Ce paysage régional, qui concerne 238 communes, est dominé par les « grandes cultures » de céréales et de betteraves industrielles qui représentent 70 % de la surface agricole utilisée (SAU).

### Milieux naturels et biodiversité
L’Inventaire national du patrimoine naturel (INPN) recense plusieurs espèces faunistiques et floristiques sur le territoire de la commune dont certaines sont protégées et d’autres menacées et quasi-menacées.

## Urbanisme

### Typologie
Au 1er janvier 2024, Saint-Martin-sur-Cojeul est catégorisée commune rurale à habitat dispersé, selon la nouvelle grille communale de densité à sept niveaux définie par l'Insee en 2022.
Elle est située hors unité urbaine. Par ailleurs la commune fait partie de l'aire d'attraction d'Arras, dont elle est une commune de la couronne,. Cette aire, qui regroupe 163 communes, est catégorisée dans les aires de 50 000 à moins de 200 000 habitants,.

### Occupation des sols
L'occupation des sols de la commune, telle qu'elle ressort de la base de données européenne d’occupation biophysique des sols Corine Land Cover (CLC), est marquée par l'importance des territoires agricoles (84,9 % en 2018), en diminution par rapport à 1990 (96,5 %). La répartition détaillée en 2018 est la suivante : 
terres arables (84,9 %), zones industrielles ou commerciales et réseaux de communication (11,1 %), zones urbanisées (4 %). L'évolution de l’occupation des sols de la commune et de ses infrastructures peut être observée sur les différentes représentations cartographiques du territoire : la carte de Cassini (XVIIIe siècle), la carte d'état-major (1820-1866) et les cartes ou photos aériennes de l'IGN pour la période actuelle (1950 à aujourd'hui).

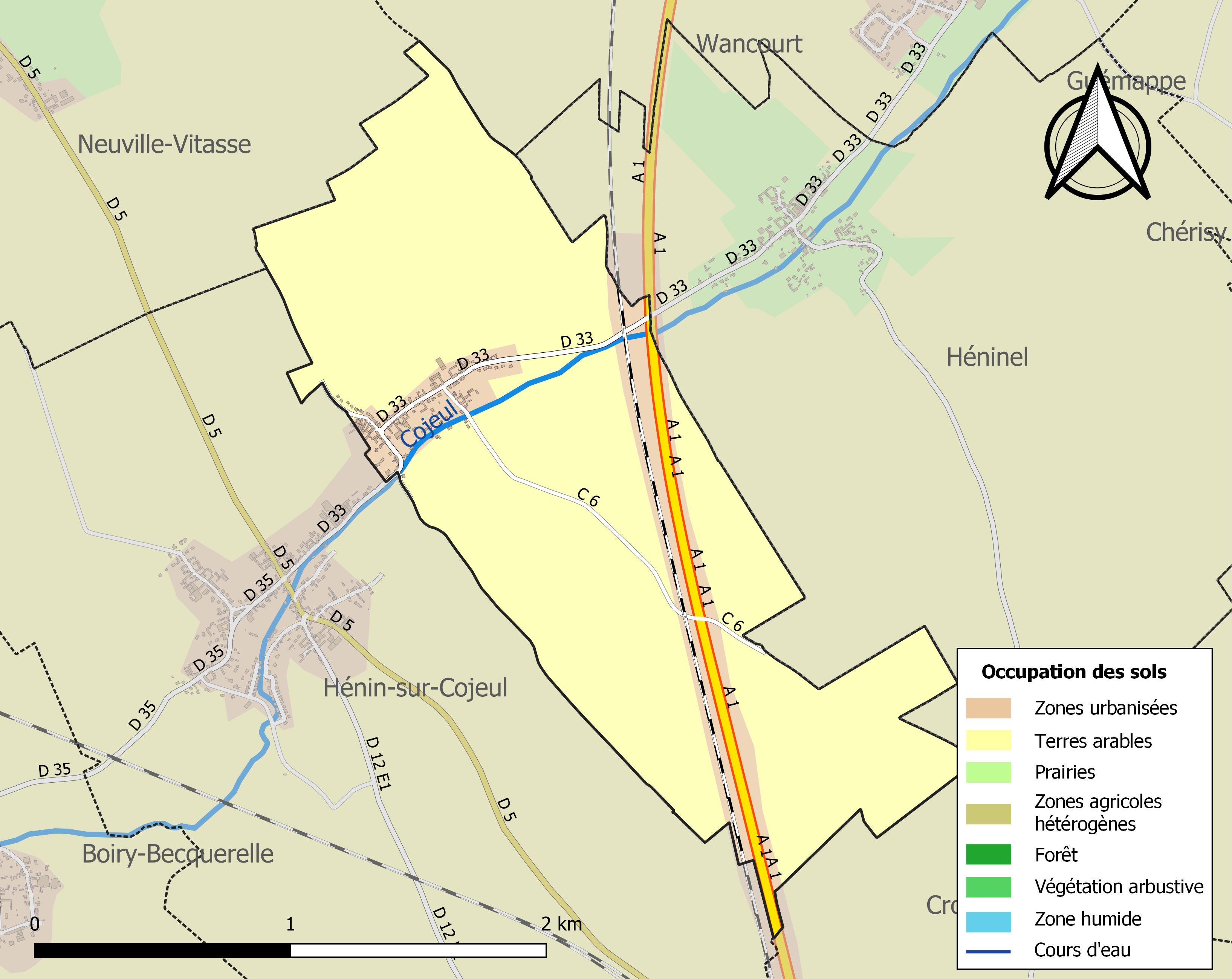
Carte des infrastructures et de l'occupation des sols de la commune en 2018 (CLC).

## Toponymie
Le nom de la localité est attesté sous les formes Sanctus Martinus en 1104 ; Sanctus Martinus de Hinnino Ranardi en 1115 ; Sanctus Martinus de Hennin en 1140 ; Sanctus Martinus de Hennino Rainardi en 1154 ; Sanctus Martinus super fluvium qui vulgariter appelatur Coghuels en 1210 ; Sanctus Martinus supra Quagiolum en 1258 ; Saint Martin sur Quagoel au XIIIe siècle ; Saint-Martin-en-Quagoeul en 1366 ; Saint-Martin-sus-Quagoel au XIVe siècle ; Saint-Martin-sur-Cogeeul en 1627 ; Saint Martin en 1793 ; Saint-Martin et Saint-Martin-sur-Cojeul depuis 1801.
Saint-Martin est un hagiotoponyme qui fait référence à Martin de Tours, saint sous lequel est placé le vocable de l'église et le Cojeul le cours d'eau qui traverse la commune.

## Histoire
Dans la deuxième moitié du XVIIIe siècle, Ferdinand-François-Séraphin Hespel (1750-1836 ou 1815), famille d'Hespel, écuyer, est seigneur de Wledricq, Saint-Martin sur Cojeul,  Harponville. Fils de Clément-Séraphin-Marie Hespel, il est ondoyé à Lille le 19 septembre 1750, baptisé le 29 septembre suivant. Il effectue une carrière militaire : enseigne aux gardes wallonnes du roi d'Espagne le 14 mai 1767, sous-lieutenant le 27 avril 1771, lieutenant le 25 novembre 1779, chevalier de l'ordre d'Alcantara, retraité à Lille en avril 1783. Bourgeois de Lille le 5 février 1785, reçu aux États d'Artois  le 2 novembre 1787, il achète cette même année le domaine, seigneurie et château d'Harponville à Charles-Michel de Vaujours de Châtillon, époux de Marie-Françoise Picquet de Dourier. Il demeure pendant un temps à Arras.  Il meurt le 3 juin 1836, à environ 85 ans. Il a pris pour femme à Arras le 19 mai 1784, Joseph-Françoise-Hélène-Rosalie de Marbais (1760-1815), fille de Philippe-François-Eugène, écuyer, seigneur de Verval, et de Marie-Anne-Françoise de Leval. Née à Gauchin-le-Gal le 19 août 1760, elle meurt à Amiens le 18 mars 1815.
D'après l'historien français Auguste de Loisne : « Saint-Martin-sur-Cojeul faisait partie de la gouvernance d'Arras et suivait la coutume d'Artois. Son église paroissiale, diocèse d'Arras, doyenné de Croisilles, district de Neuville-Vitasse, était consacrée à saint Martin ; l'évêque d'Arras conférait la cure. »
Après la Première Guerre mondiale, la commune est décorée de la croix de guerre 1914-1918 par décret du 23 septembre 1920, distinction également attribuée à 276 autres communes du Pas-de-Calais.

## Politique et administration

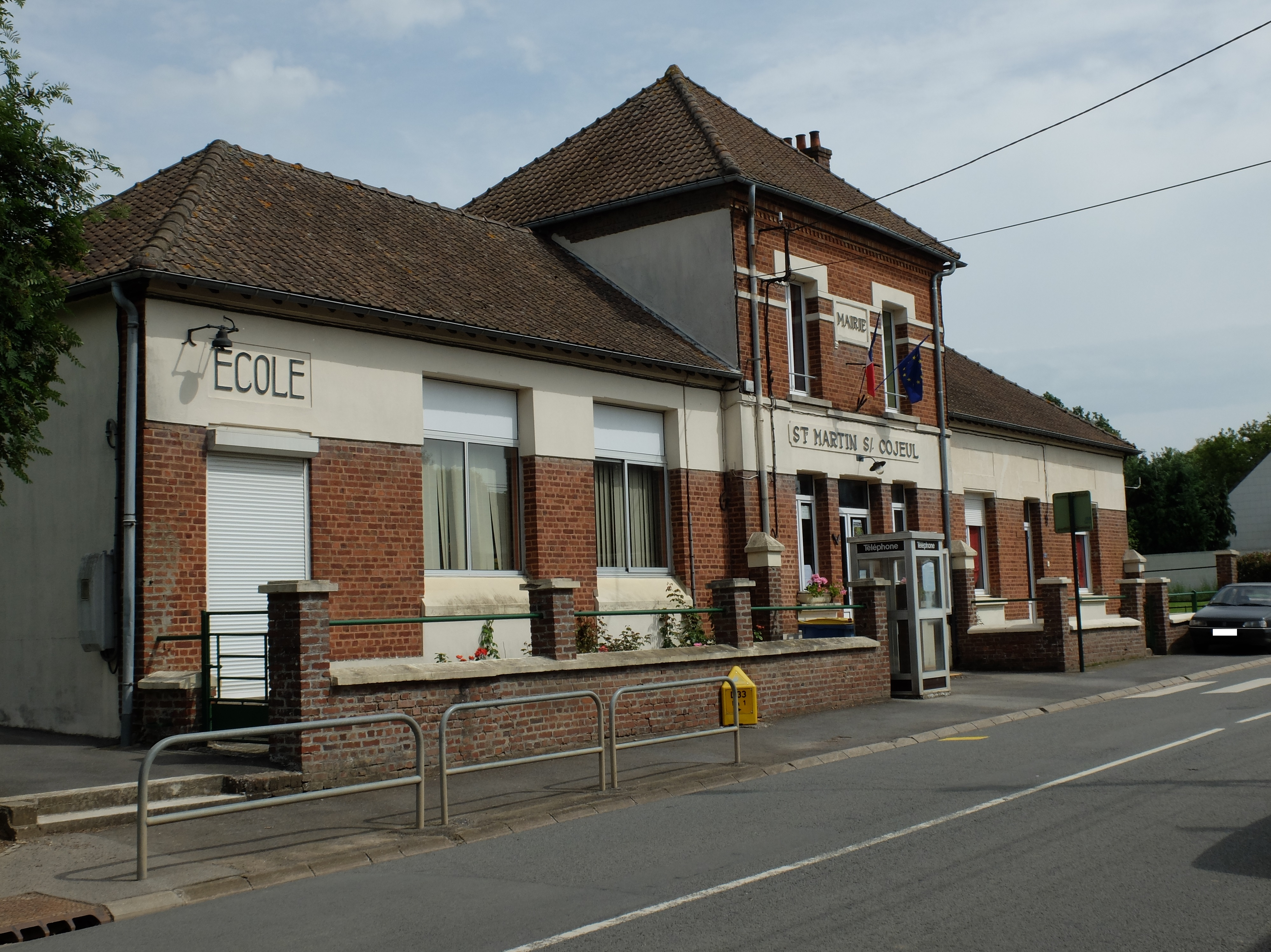
La mairie-école.

### Découpage territorial
La commune se trouve dans l'arrondissement d'Arras du département du Pas-de-Calais.

#### Commune et intercommunalités
La commune est membre de la communauté urbaine d'Arras qui regroupe 46 communes et totalise 109 776 habitants en 2021.

#### Circonscriptions administratives
La commune est rattachée au canton d'Arras-3.

#### Circonscriptions électorales
Pour l'élection des députés, la commune fait partie de la première circonscription du Pas-de-Calais.

### Élections municipales et communautaires

#### Liste des maires
| Période                                  | Période                    | Identité             | Étiquette | Qualité                                      |
| ---------------------------------------- | -------------------------- | -------------------- | --------- | -------------------------------------------- |
| Les données manquantes sont à compléter. |                            |                      |           |                                              |
| 1977                                     | 2008                       | Lucien Caillierez    |           |                                              |
| mars 2008                                | 2014,                      | Thérèse Lefrère      |           |                                              |
| avril 2014,                              | 2020                       | Jean-Paul Valencelle |           | Cadre retraité au Centre hospitalier d’Arras |
| 25 mai 2020                              | En cours (au 5 avril 2022) | Dominique Delattre   |           | Ingénieur et cadre technique d'entreprise,   |

## Population et société

### Démographie
Les habitants sont appelés les Saint-Martinois.

#### Évolution démographique
L'évolution du nombre d'habitants est connue à travers les recensements de la population effectués dans la commune depuis 1793. Pour les communes de moins de 10 000 habitants, une enquête de recensement portant sur toute la population est réalisée tous les cinq ans, les populations de référence des années intermédiaires étant quant à elles estimées par interpolation ou extrapolation. Pour la commune, le premier recensement exhaustif entrant dans le cadre du nouveau dispositif a été réalisé en 2006.

En 2022, la commune comptait 214 habitants, en évolution de +1,9 % par rapport à 2016 (Pas-de-Calais : −0,72 %, France hors Mayotte : +2,11 %).
| 1793 | 1800 | 1806 | 1821 | 1831 | 1836 | 1841 | 1846 | 1851 |
| ---- | ---- | ---- | ---- | ---- | ---- | ---- | ---- | ---- |
| 87   | 90   | 123  | 147  | 157  | 154  | 157  | 167  | 167  |

| 1856 | 1861 | 1866 | 1872 | 1876 | 1881 | 1886 | 1891 | 1896 |
| ---- | ---- | ---- | ---- | ---- | ---- | ---- | ---- | ---- |
| 177  | 187  | 193  | 179  | 176  | 177  | 185  | 176  | 189  |

| 1901 | 1906 | 1911 | 1921 | 1926 | 1931 | 1936 | 1946 | 1954 |
| ---- | ---- | ---- | ---- | ---- | ---- | ---- | ---- | ---- |
| 160  | 157  | 142  | 97   | 108  | 116  | 117  | 105  | 102  |

| 1962 | 1968 | 1975 | 1982 | 1990 | 1999 | 2006 | 2011 | 2016 |
| ---- | ---- | ---- | ---- | ---- | ---- | ---- | ---- | ---- |
| 107  | 107  | 115  | 148  | 186  | 199  | 209  | 212  | 210  |

| 2021 | 2022 | - | - | - | - | - | - | - |
| ---- | ---- | - | - | - | - | - | - | - |
| 213  | 214  | - | - | - | - | - | - | - |

#### Pyramide des âges
En 2018, le taux de personnes d'un âge inférieur à 30 ans s'élève à 33,3 %, soit en dessous de la moyenne départementale (36,7 %). De même, le taux de personnes d'âge supérieur à 60 ans est de 23,9 % la même année, alors qu'il est de 24,9 % au niveau départemental.
En 2018, la commune comptait 113 hommes pour 97 femmes, soit un taux de 53,81 % d'hommes, largement supérieur au taux départemental (48,50 %).
Les pyramides des âges de la commune et du département s'établissent comme suit.
| Hommes | Classe d’âge | Femmes |
| ------ | ------------ | ------ |
| 0,0    | 90 ou +      | 0,0    |
| 0,9    | 75-89 ans    | 5,2    |
| 19,5   | 60-74 ans    | 22,7   |
| 22,1   | 45-59 ans    | 21,6   |
| 21,2   | 30-44 ans    | 20,6   |
| 18,6   | 15-29 ans    | 11,3   |
| 17,7   | 0-14 ans     | 18,6   |

| Hommes | Classe d’âge | Femmes |
| ------ | ------------ | ------ |
| 0,5    | 90 ou +      | 1,6    |
| 5,6    | 75-89 ans    | 8,9    |
| 16,7   | 60-74 ans    | 18,1   |
| 20,2   | 45-59 ans    | 19,2   |
| 18,9   | 30-44 ans    | 18,1   |
| 18,2   | 15-29 ans    | 16,2   |
| 19,9   | 0-14 ans     | 17,9   |

## Culture locale et patrimoine

### Lieux et monuments
- L'église Saint-Martin. Elle est dynamitée par les Allemands en 1917, reconstruite vers 1920 et l'intérieur est rénové en 2024[34].
- Le monument aux morts, surmonté d'une croix de guerre[35].
- Les deux cimetières militaires britanniques implantés sur le territoire de la commune :
  - Le Saint-Martin Calvaire British Cemetery jouxtant le cimetière communal,
  - Le Cojeul British Cemetery.

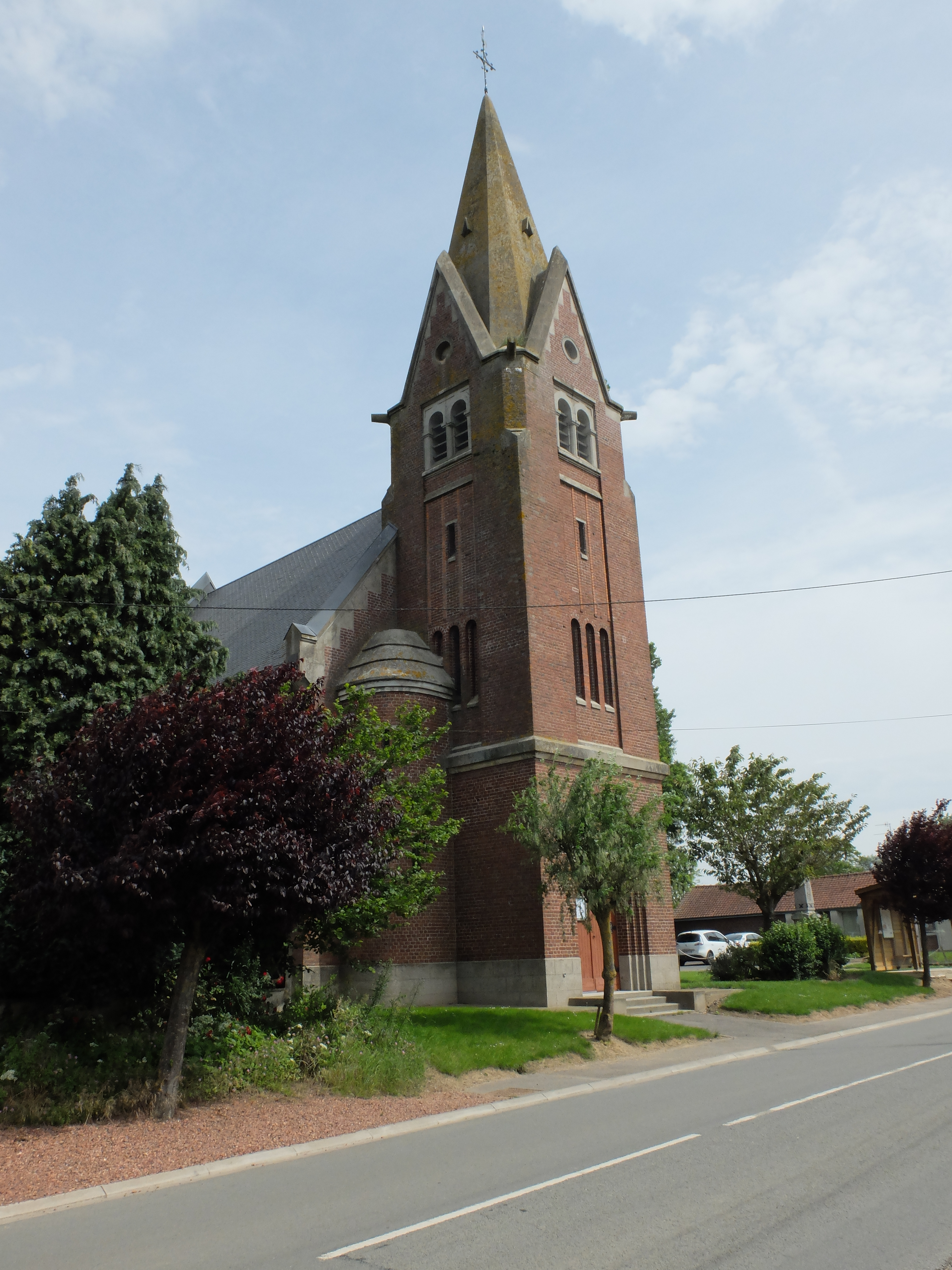
L'église Saint-Martin.
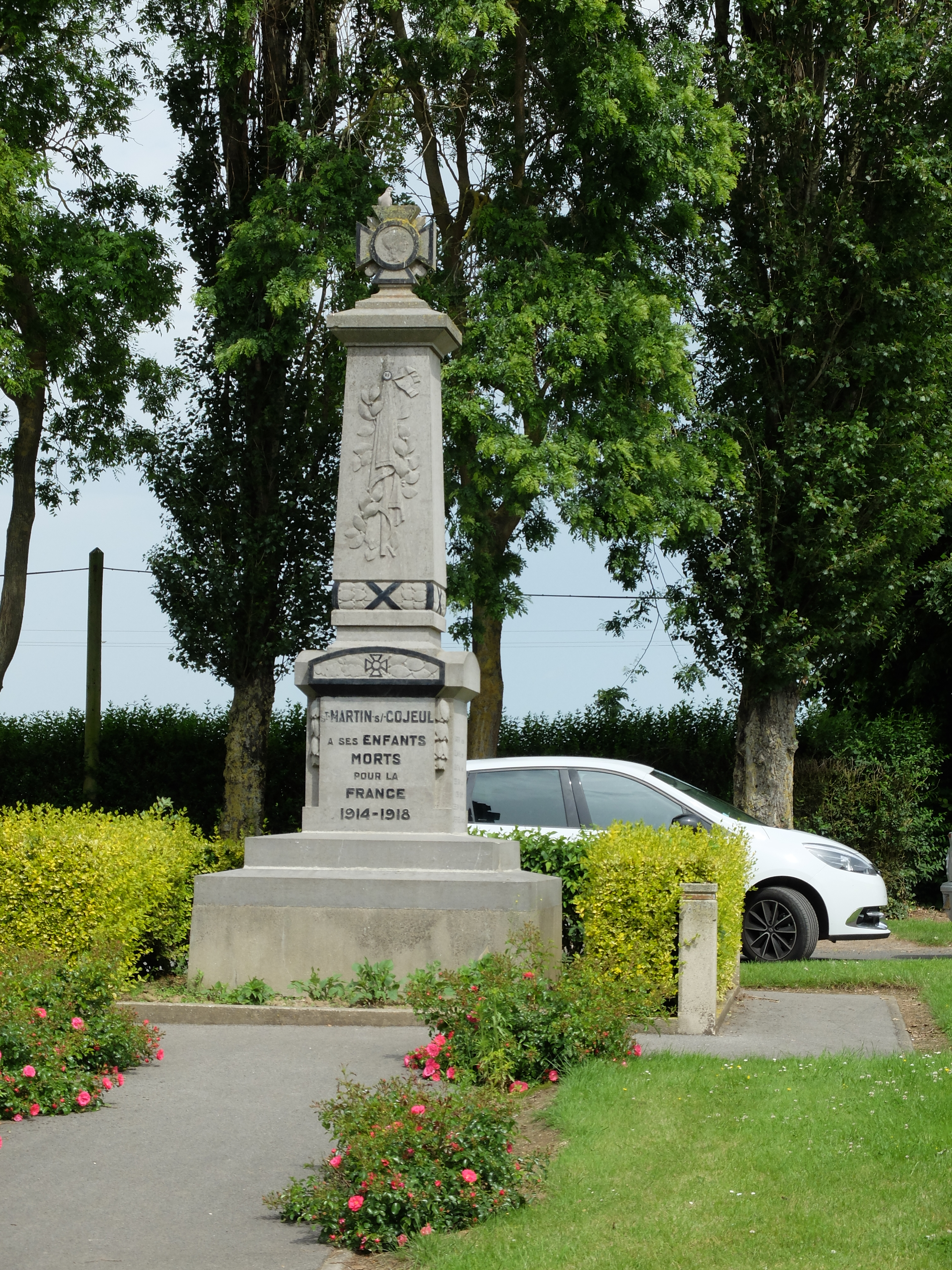
Le monument aux morts.
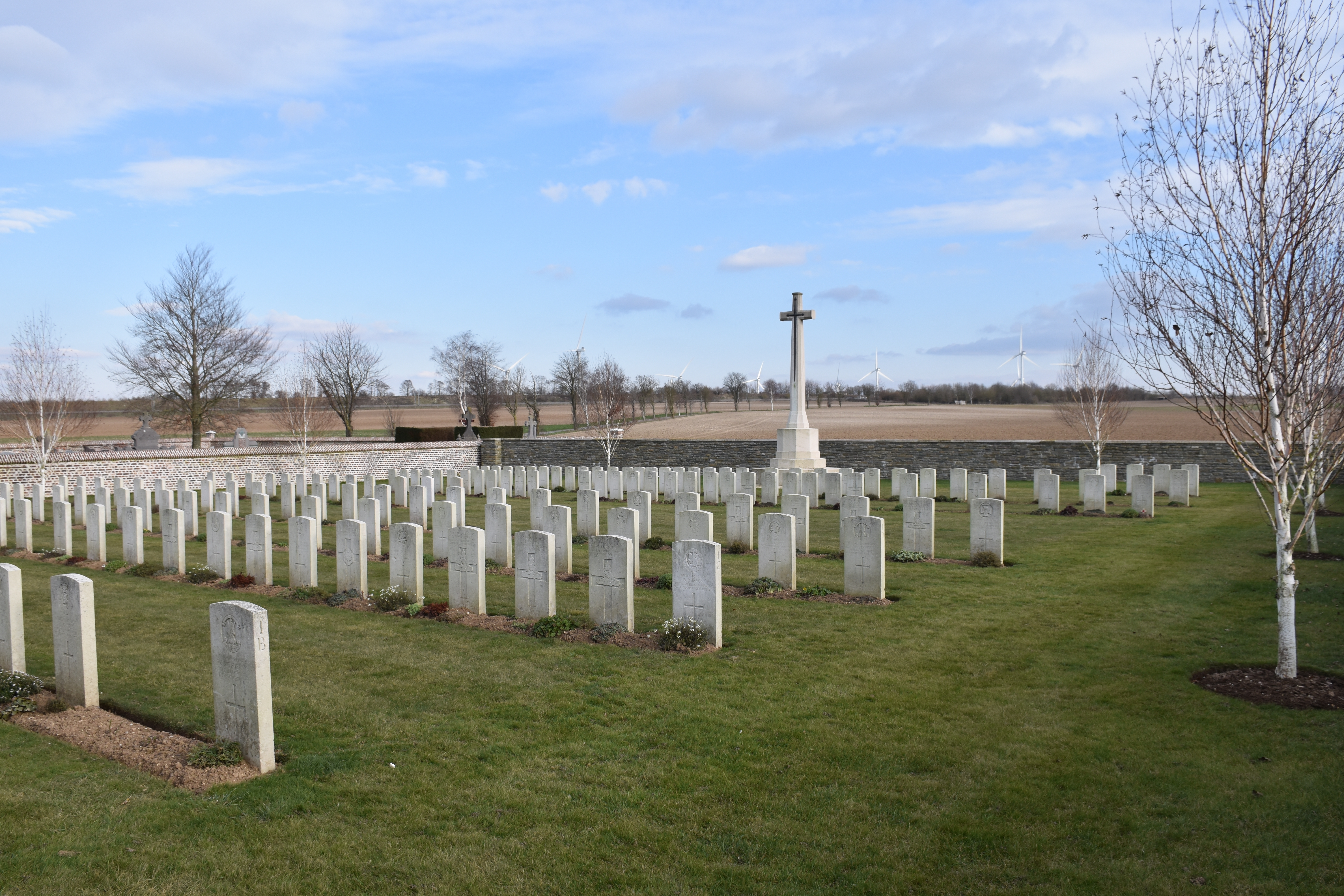
Le Saint-Martin Calvaire British Cemetery.
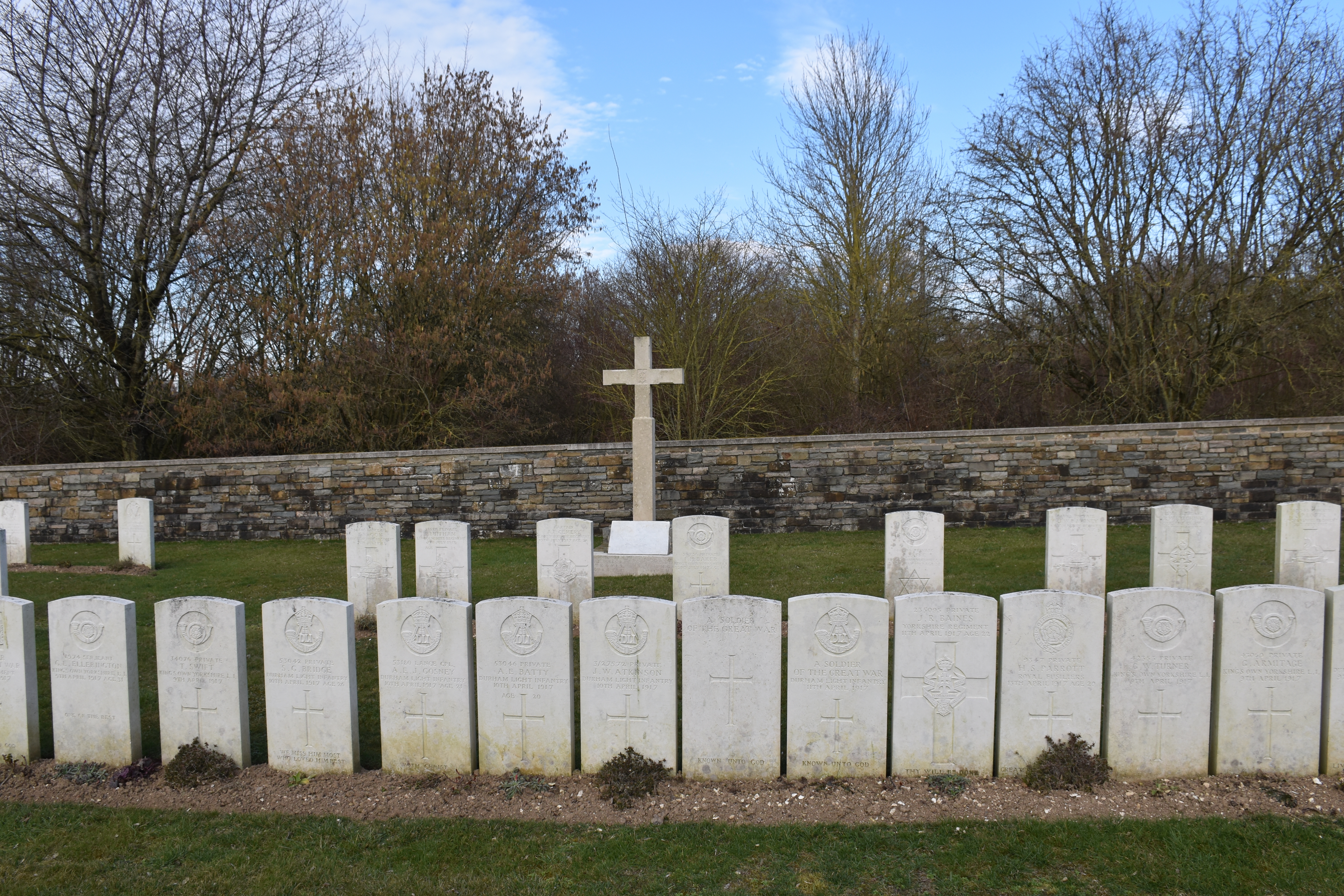
Le Cojeul British Cemetery.

### Personnalités liées à la commune
- Mathieu Moulart (1520-1600), évêque d'Arras en 1575, né dans la commune.

### Héraldique
| Blason de Saint-Martin-sur-Cojeul | Blason  | De gueules à la mitre d'or.                      |
| Blason de Saint-Martin-sur-Cojeul | Détails | Le statut officiel du blason reste à déterminer. |

## Pour approfondir

#### Bases de données, dictionnaires et encyclopédies
- Ressources relatives à la géographie :   - Insee (communes)
  - Ldh/EHESS/Cassini
- Ressource relative à plusieurs domaines :   - Annuaire du service public français
- Notices d'autorité :   - BnF (données)